# 戴銑 (嘉靖進士)
戴銑（1499年—？），字子聲，號過斋，廣東廣州府東莞縣人，軍籍，明朝政治人物。

## 生平
嘉靖元年（1522年）壬午科廣東鄉試第九名舉人。嘉靖八年（1529年）中式己丑科會試第二百二十八名，登第二甲第二十六名進士。次年授禮部主客司主事。嘉靖十三年（1534年），改四川道監察御史。卒贈光祿寺少卿。

## 家族
曾祖戴安福，贈衛經歷；祖父戴端，曾任衛經歷；父戴盛，母袁氏。具庆下。